# Benoitodes
Genre
Synonymes
- Actaeodes Benoit, 1977 nec Dana, 1851

Benoitodes est un genre d'araignées aranéomorphes de la famille des Gnaphosidae.

## Distribution
Les espèces de ce genre sont endémiques de l'île de Sainte-Hélène.

## Liste des espèces
Selon World Spider Catalog (version 17.5, 29/10/2016) :
- Benoitodes caheni (Benoit, 1977)
- Benoitodes sanctaehelenae (Strand, 1909)

## Publications originales
- Platnick, 1993 : Advances in spider taxonomy 1988-1991, with synonymies and transfers 1940-1980. New York, p. 1-846.
- Benoit, 1977 : Fam. Drassidae. La faune terrestre de l'île de Saite-Hélène IV. Musée Royal de l'Afrique Centrale Tervuren Belgique Annales Serie in Octavo Sciences Zoologiques, vol. 220, p. 52-62.